# ディオール (アンドル県)
ディオール （Diors）は、フランス、サントル＝ヴァル・ド・ロワール地域圏、アンドル県のコミューン。

## 地理
県東部にあり、自然上の地域区分であるシャンパーニュ・ベリションヌ地方に属する。シャトールー都市圏の一部である。
コミューン内には県道49号線、80号線、105号線、925号線が通る。フランス国鉄のオブレ＝オルレアン＝ア・モント―バン＝ヴィル・ブルボン線が通過するが、最寄りの鉄道駅は10km離れたヌヴィ・パイユー駅か、11km離れたシャトールー駅である。

## 歴史
ディオールのコミュニティーは、1709年に45件の火事、1726年には43件の火事が起きたが、18世紀初頭の人口統計的危機の影響を受けなかった。

## 人口統計
| 1962年 | 1968年 | 1975年 | 1982年 | 1990年 | 1999年 | 2005年 | 2014年 |
| ------ | ------ | ------ | ------ | ------ | ------ | ------ | ------ |
| 321    | 291    | 266    | 546    | 617    | 676    | 756    | 770    |

参照元:1962年から1999年までは複数コミューンに住所登録をする者の重複分を除いたもの。それ以降は当該コミューンの人口統計によるもの。1999年までEHESS/Cassini、2006年以降INSEE。

## 経済
コミューンは、ヴァランセ・チーズの製造と熟成に使用される生乳の生産地域にある。ベリー地方産緑レンズマメの栽培文化がある。
昔は、アルダントにあったクラヴィエール製鉄所の原料とするため、鉄鉱石の採掘がおこなわれていた。鉄の精製は1874年に全ての製鉄所が閉鎖されて姿を消した。